# Keiko Fukuda
Keiko Fukuda (福田 敬子 Fukuda Keiko?, 12 de abril de 1913-9 de febrero de 2013) fue una artista marcial japonés-estadounidense. Fue la judoka femenina con mayor rango de la historia, con el rango de noveno dan del Kodokan (2006) y décimo dan del USA Judo (julio de 2011) y de la Federación de Judo de los Estados Unidos (USJF) (septiembre de 2011), y la última alumna sobreviviente de Jigorō Kanō, fundador del judo. Fue una reconocida pionera del judo femenino, junto con su senpai Masako Noritomi (1913-1982) siendo la primera mujer promovida a 6.º dan (c. 1972). En 2006, el Kodokan ascendió a Fukuda al noveno dan. También es la primera y, hasta ahora, la única mujer que ha sido promovida al décimo dan en el arte del judo. Después de completar su educación formal en Japón, Fukuda visitó los Estados Unidos de América para enseñar en las décadas de 1950 y 1960, y finalmente se estableció allí. Ella continuó enseñando su arte en el área de la Bahía de San Francisco hasta su muerte en 2013.

## Primeros años
Fukuda nació el 12 de abril de 1913, en Tokio. Su padre murió cuando ella era muy joven. Durante su juventud,  aprendió las artes de la caligrafía, el arreglo floral, y la ceremonia de té; artes típicas para una mujer en Japón en aquel tiempo. A pesar de su crianza convencional, Fukuda se sentía cerca del judo a través de memorias de su abuelo, y un día fue con su madre para mirar un entrenamiento de judo. Unos cuantos meses más tarde,  decidió empezar a entrenar. Su madre y el hermano apoyaron esta decisión, pero su tío se oponía. Su madre y el hermano pensaban que Fukuda finalmente se casaría con un practicante de judo, pero ella nunca se casó. En cambio, se convirtió en una experta del judo.
El abuelo de Fukuda, Fukuda Hachinosuke, había sido samurái y maestro de Tenjin Shinyō-ryū jujutsu, y había enseñado ese arte a Jigorō Kanō, fundador de judo y cabeza del Kodokan. Kanō Había estudiado debajo tres maestros de  jujutsu antes de fundar el judo, y el abuelo de Fukuda había sido el primero de ellos. Kanō había enseñado a mujeres tan temprano como 1893 (Sueko Ashiya), y había abierto formalmente el joshi-bu (la sección de las mujeres) del Kodokan en 1926. Personalmente invitó a la joven Fukuda a estudiar judo—un gesto inusual para aquel tiempo—como marca de respeto para su abuelo. Fukuda empezó a entrenar judo en 1935, como una de las únicas 24 mujeres que entrenan en el Kodokan. Aparte de su instrucción con el fundador del judo, Fukuda también aprendió de Kyuzo Mifune.

## Carrera
Fukuda, con una altura de 150 cm y pesando menos de 45 kg, se convirtió en instructora de judo en 1937. También ganó un grado en literatura japonesa de la universidad Showa para mujeres. En 1953,  fue promovida al rango de 5.º dan en judo. Viajó a los Estados Unidos de América ese mismo año, con una invitación de un club de judo en Oakland, California, y se quedó allá casi dos años antes de regresar a Japón. Fukuda viajó devuelta a los EE. UU. en 1966, dando seminarios en California. En aquel tiempo, era una de las únicas cuatro mujeres 5.º dan compitiendo en mundiales de judo, y de las dos únicas instructoras en el Kodokan (la otra era Masako Noritomi, también 5.º dan). En 1966, demuestra su arte en Universidad de Molinos, y la institución inmediatamente le ofreció una posición de enseñanza; aceptó y enseñó allí de 1967 a 1978.
Durante este tiempo, Fukuda vivió en la casa de una de sus estudiantes, Shelley Fernandez, y enseñaba judo allí además de en la universidad. Cuándo sus clases crecieron en estudiantes, empezó a enseñar en templo budista Sokoji zen en el barrio japonés de San Francisco. Nombró a su escuela el club Soko Joshi Judo. Habiéndose establecido en el área de Bahía del San Francisco, Fukuda adoptó la ciudadanía de EE. UU.
En noviembre de 1972, después de una campaña contra la regla que prohibía a las mujeres de ser promovidos más allá del 5.º dan, Fukuda (junto con su senpai Masako Noritomi (1913-1982)) se convertía en la primera mujer promovida a 6.º dan por el Kodokan.  Según Fukuda, "el Kodokan era anticuado y sexista sobre los cinturones y rangos".  En 1973,  publique Born for the Mat: A Kodokan kata textbook for women, un libro para mujeres sobre los kata (formas) de Kodokan. En 1974, establece el campamento anual Joshi Judo para dar a las mujeres practicantes de judo la oportunidad de entrenar juntas.
En 1990, Fukuda le fue otorgado el Orden del Tesoro Sagrado, 4.ª Clase (4.ª Clase, Rayos Dorados con Escarapela), y el premio estadounidense de Judo United States Judo Incorporated (USJI) Henry Stone Lifetime Contribution. En 2004, publica Ju-No-Kata: A Kodokan textbook, revised and expanded from Born for the Mat, una guía sobre la realización de Ju-no-kata, una de las siete katas del Kodokan. Fukuda fue  asesora técnica para las Mujeres Americanas de Judo y el subcómite de jueces del USJI. Ella participó como juez nacional de katas, y fue miembro del Instituto de Instructores Nacionales, miembro del Comité de Promoción, y miembro del USJF y Sub-comité Femenino.
A Fukuda le fue otorgado el rango de 9.º dan, el segundo-más alto en judo, de dos organizaciones, y en julio de 2011 recibió el rango de 10.º dan de una tercera organización. En 1994, fue la primera mujer a la que se le otorgó el raro cinturón rojo (en el tiempo todavía era 8.º dan) en judo por el Kodokan. En 2001 el USJF le promovió a USJF 9.º dan (cinturón rojo) por contribución al arte de judo. El 8 de enero de 2006, en la celebración anual Kagami Biraki, el Kodokan promovió Fukuda al rango de 9.º dan—otorgando por primera vez este rango a una mujer. El 28 de julio del 2011, USA Judo otorgó a Fukuda el rango de 10.º dan.

## Últimos años
Fukuda continuó enseñando judo tres veces por semana, como anfitriona del Campeonato anual Fukuda Invitational Kata, y realizando el Campamento Joshi Judo hasta su muerte a la edad de 99 años, en San Francisco, California. Estableció la beca el Keiko Fukuda de Judo para animar y permitir que mujeres continuen su formación formal en el arte. Aparte de enseñar en los EE. UU., ella también enseñó en Australia, Canadá, Francia, Noruega y las Filipinas. Su motto personal era: "Tsuyoku, Yasashiku, Utsukushiku" (en castellano: "Ser fuerte, ser gentil, ser hermoso, en mente, cuerpo, y espíritu").

## Muerte
Fukuda murió en su casa en San Francisco el 9 de febrero de 2013 de neumonía.